# Franz Nikolasch
Franz Nikolasch, katoliški duhovnik in teolog, avstrijski arheolog in zaslužni univerzitetni profesor; * 3. april 1933, Millstatt (Avstrija).

## Življenjepis
Franz Nikolasch se je rodil v Millstattu na Koroškem, kjer je hodil v osnovno šolo. Gimnazijo je obiskoval v Celovcu; študije je nadaljeval na papeški rimski univerzi Gregoriani, kjer je 1961 dosegel doktorat. 1958 je bil posvečen v duhovnika.
Po končanem študiju se je vrnil kot veroučitelj nazaj v Beljak in je deloval tudi kot duhovni pomočnik v mestni beljaški župniji. Pozneje je poučeval kot profesor na filozofsko-teološki šoli v Celovcu in postal ravnatelj vzgojnega doma v Šentjurju ob Dolgem jezeru.
1967 je postal izredni profesor za liturgiko in krščansko arheologijo na Univerzi v Salzburgu ter je postal 1969 redni profesor. V tej vlogi je bistveno vplival pri ustvarjanju na novoustanovljenega inštituta za bogoslužno znanost in zakramentalno bogoslovje. Preselil se je v Salzburg, kjer je deloval kot dušni pastir v cerkvi sv. Leonarda v Grödigu.
Nikolasch je opravljal na univerzi tudi vodstvene službe; leta 1971 je bil dekan teološke fakultete ter leta 1973 rektor univerze. Pozneje je postal član univerzitetnega senata. Zaslužni profesor je postal 2011.
V svojih delih o svetem Domicijanu je - podobno kot arheolog Franz Glaser - prišel med drugim do ugotovitve, da je bil ta nekdanji zavetnik Karantanije, Koroške in rodnega Millstatta zgodovinska osebnost. S tem sta znanstveno zavrgla Eislerjevo tezo, da je bil karantanski vodja samo legendarna osebnost in izmišljotina benediktincev iz 12. stoletja.

## Dela
- Das Lamm als Christussymbol in den Schriften der Väter 1963
- Zur Ikonographie des Widders von Gen 22, Vigiliae Christianae 23 (1969) 197–223, North-Holland Publishing Co., Amsterdam
- Zur Deutung der „Dominus-legem-dat“-Szene, 1970
- Abriss der Geschichte der römischen Eucharistiefeier, 1970
- The Sacrament of Penance: Learning from the East, 1971
- Die Feier der Busse, 1974
- Domitian von Millstatt – Erfindung oder Wirklichkeit?, Carinthia, Celovec 1991.